# نیو موت
نیو موت (به انگلیسی: New Moat) یک منطقهٔ مسکونی در بریتانیا است که در پمبروکشر واقع شده‌است. نیو موت ۴۳۴ نفر جمعیت دارد.